# André Laban
Pour les articles homonymes, voir Laban.
André Laban est un ingénieur chimiste, plongeur sous-marin, violoncelliste, réalisateur de films, artiste-peintre et auteur de livres français né à Marseille le 19 octobre 1928 et mort le 10 octobre 2018 à Saint-Antonin-Noble-Val. Il embarque en 1952 à bord de la Calypso de l'équipe Cousteau au service de laquelle il travaille pendant vingt ans.

## Biographie
En 1953, André Laban participe à la fabrication d'un caisson pour contenir une caméra de télévision pour l'émission En direct du fond des mers, en Eurovision. En 1956, sort en salle Le Monde du silence, film réalisé avec les caméras de cinéma 35 millimètres dessinées et fabriquées par André Laban, Claude Strada et Armand Davso. Le film reçoit la Palme d'or au Festival de Cannes et en 1957, aux États-Unis, il remporte l'Oscar du meilleur film documentaire.
De 1956 à 1966, Laban est directeur de l'Office français de recherches sous-marines, d'où provient, entre autres, la soucoupe plongeante SP-350 Denise qu'il pilote. Laban participe ensuite au tournage des films de L'Odyssée sous-marine de l'équipe Cousteau ; il en coréalise deux ; à cette époque, il commence à être connu comme « l'homme chauve qui joue du violoncelle sur le pont de la Calypso ».
En octobre 1965, Laban dirige l'expérience Précontinent III menée par l'équipe Cousteau. Au large du Cap Ferrat, six hommes vivent pendant trois semaines à 100 mètres de profondeur, à la pression de l'eau ambiante (11 bars), ce qui est une première mondiale. Le but de l'expérience est de tester comment l'être humain pourrait vivre et travailler à ces pression et profondeur, entouré d'une eau à 13 °C, en respirant un mélange Hélium-Oxygène (helox).

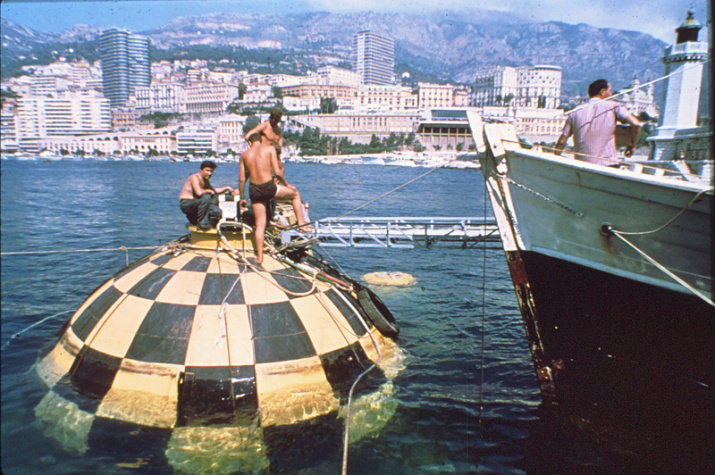
Précontinent 3.

Ayant effectué des plongées hors de l'habitacle, André Laban éprouve le besoin de partager ce que son œil perçoit. Il se met à peindre des tableaux sous l'eau en 1966, d'abord entre 15 et 25 m de fond.
Il remporte en 1996 à Antibes la Palme d'or du Festival mondial de l’image sous-marine pour son film poétique et comique Iris et Oniris.
André Laban publie La Passion du Bleu ainsi qu'un album de dessins Des lames de fond au fond de l'âme, réédités en 2018. One Man Chauve sorti en 2007 est un clin d'œil aux photographies humoristiques qu'il réalise de 1973 à 1983.
Son dernier film, Neptunia, remporte le prix de l'humour au Festival d'Antibes 2007. Filmé en Méditerranée, un capitaine malheureux croise sous la mer des personnages insolites.
Il élabore en 2010 un Dictionnaire des petits mots logiques. Son dernier ouvrage est intitulé On ne radine pas avec l'humour.

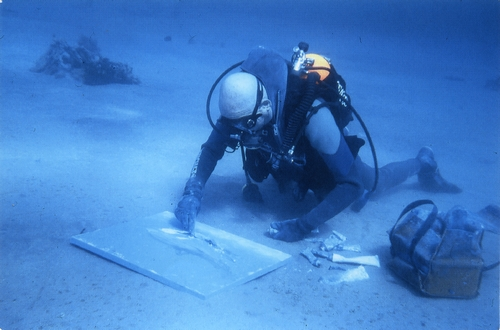
André Laban, peintre sous-marin.

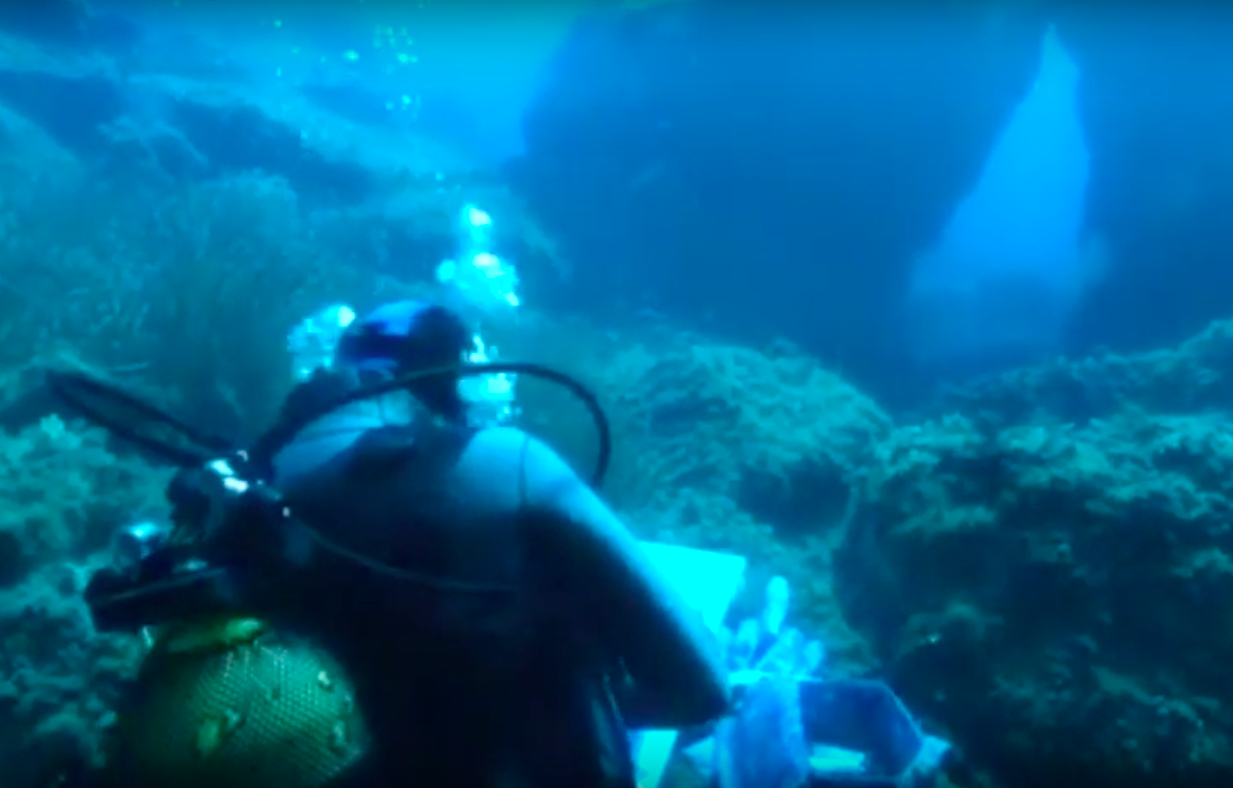
André Laban peignant un paysage sous-marin dans les eaux de Porquerolles le 22 septembre 2015.

Il est l'invité de l'émission La galerie France 5 en janvier 2014 puis du 20 heures de TF1 Un homme remarquable en septembre 2014 à l'initiative de l'association « Maecene Arts » dont il est un des artistes labellisés depuis 2013. Le reportage est consacré à la réalisation d'une toile sous-marine sur la Côte Bleue au large de Marseille. André Laban fête ses 50 années de peinture sous-marine au Parc des expositions de Paris en janvier 2015 lors du Salon de la plongée. 
À 87 ans Laban effectue sa dernière plongée filmée par la TVE1 en Catalogne, à l'Estartit, en juillet 2015, où il réalise deux toiles sous-marines. 
Il témoigne le 28 mai 2016 de son aventure avec Jacques-Yves Cousteau au 13 heures de France 2.
André Laban est l’invité du musée maritime de Barcelone de mai à septembre 2016 avec plus de 55 000 entrées. Il rencontre en septembre 2016 Lambert Wilson et Pierre Niney lors de l'avant-première à Marseille du film de Jérôme Salle L'Odyssée.
7 500 visiteurs se sont rendus à l’exposition rétrospective de la vie et de l'œuvre d'André Laban organisée Cour Mably à Bordeaux en mai 2018 par Maecene Arts. Il meurt le 10 octobre 2018 dans son atelier à Saint-Antonin-Noble-Val.
Le catalogue raisonné André Laban Toiles sous-marines et inspirations, consacré à ses œuvres et réalisé par Laurent Cadeau, est présenté à la Foire du livre de Brive-la-Gaillarde 2018 et enrichi dans l'édition 2021.
En avril et mai 2023, avec le soutien du prince Albert II de Monaco (rencontré le 13 mai 2016), un hommage lui est rendu sur le Rocher de Monaco.

## Filmographie
- Iris et Oniris, palme d'or au festival de l'image sous-marine d'Antibes, 1996, 20 min
- L'Apprenti alchimiste, 1997, 4 min
- La Jeune fille et la mer, 2003, 18 min
- Neptunia, prix de l'humour au festival de l'image sous-marine d'Antibes, 2007, 11 min[15]
- La Légende du bleu, 2009, 25 min[16]

## Livres
- André Laban, One Man Chauve, Studio 35, 2007, 52 p. (ISBN 978-2-9528968-0-1)
- André Laban, Dictionnaire des petits mots logiques, La Brochure, 2010, 84 p. (ISBN 978-2-917154-55-7)
- André Laban, On ne radine pas avec l'humour, La Brochure, 2010, 80 p. (ISBN 978-2-917154-59-5)
- André Laban, La Passion du Bleu, Édisud, 1995, 244 p. (ISBN 978-2857448297)
  - réédition André Laban, La Passion du Bleu, Maecene Arts, 1er mars 2018, 244 p. (ISBN 978-2-900881-00-2)
- André Laban, Des lames de fond au fond de l'âme, Maecene Arts, 1er mars 2018, 86 p. (ISBN 978-2-900881-01-9)
- Laurent Cadeau, André Laban Toiles sous-marines et inspirations Édition 2018, Maecene Arts, 23 septembre 2018, 74 p. (ISBN 978-2-900881-03-3, lire en ligne)
- Laurent Cadeau, André Laban Toiles sous-marines et inspirations Édition 2019, Maecene Arts, 10 octobre 2019, 124 p. (ISBN 978-2-900881-04-0, lire en ligne)
- Laurent Cadeau, André Laban Toiles sous-marines et inspirations Édition 2020, Maecene Arts, 10 octobre 2020, 178 p. (ISBN 978-2-900881-05-7, lire en ligne)
- Laurent Cadeau, André Laban Toiles sous-marines et inspirations Édition 2021, Maecene Arts, 10 octobre 2021, 224 p. (ISBN 978-2-900881-06-4, lire en ligne)